# Sören Nordins lopp
Sören Nordins lopp är ett travlopp för treåriga varmblodstravare som körs på Solvalla i Stockholm i Stockholms län varje år i december under samma tävlingsdag som Gösta Nordins lopp och Gunnar Nordins lopp. Det är ett minneslopp tillägnat Sören Nordin. Loppet körs över distansen 2140 meter med autostart. Förstapris är 100 000 kronor. Bland tidigare vinnare av loppet finns bland andra Rite On Line (1994) och Wellino Boko (2007).

## Vinnare
| År   | Häst            | Kusk             | Tränare            | Tid    |
| ---- | --------------- | ---------------- | ------------------ | ------ |
| 2024 | Coolman Evo     | Magnus A. Djuse  | Fredrik Wallin     | 1.14,4 |
| 2023 | Eclipse As      | Örjan Kihlström  | Reijo Liljendahl   | 1.13,7 |
| 2022 | A Sniper        | Magnus A. Djuse  | Mattias Djuse      | 1.13,9 |
| 2021 | Cool Kronos     | Erik Adielsson   | Svante Båth        | 1.14,5 |
| 2020 | Boston Wise L.  | Erik Adielsson   | Timo Nurmos        | 1.13,7 |
| 2019 | Digital Summit  | Örjan Kihlström  | Stefan Melander    | 1.13,4 |
| 2018 | Stoletheshow    | Jorma Kontio     | Marcus Lindgren    | 1.14,6 |
| 2017 | Hotshot Luca    | Örjan Kihlström  | Ari-Pekka Pakkanen | 1.14,6 |
| 2016 | Antonio Trot    | Björn Goop       | Timo Nurmos        | 1.14,8 |
| 2015 | Bryssel         | Björn Goop       | Björn Goop         | 1.14,8 |
| 2014 | Zenit Brick     | Jorma Kontio     | Timo Nurmos        | 1.13,4 |
| 2013 | Riff Kronos     | Veijo Heiskanen  | Veijo Heiskanen    | 1.13,9 |
| 2012 | Quirire         | Erik Adielsson   | Stig H. Johansson  | 1.16,0 |
| 2011 | Kash's Cantab   | Erik Adielsson   | Stig H. Johansson  | 1.14,1 |
| 2010 | Aaron de Veluwe | Tuomas Korvenoja | Tuomas Korvenoja   | 1.15,0 |
| 2009 | Vincent du Ling | Björn Goop       | Timo Nurmos        | 1.15,6 |
| 2008 | Bring Me Back   | Stefan Persson   | Stefan Persson     | 1.15,6 |
| 2007 | Wellino Boko    | Erik Adielsson   | Stig H. Johansson  | 1.14,2 |
| 2006 | Verdi Sund      | Björn Goop       | Stefan Melander    | 1.15,1 |